# Brasil Open 1986
Il Brasil Open 1986 è stato un torneo di tennis giocato sulla terra rossa. È stata la 4ª edizione del torneo, che fa parte dei Virginia Slims World Championship Series 1987. Si è giocato a Guarujá in Brasile dal 7 al 13 dicembre 1986.

## Campionesse

### Singolare
Vicki Nelson Dunbar ha battuto in finale  Jenny Klitch con il punteggio di 6–2, 7–6

### Doppio
Neige Dias /  Pat Medrado hanno battuto in finale  Laura Gildemeister /  Petra Huber con il punteggio di 4–6, 6–4, 7–6